# Hola Ghost
Hola Ghost er et dansk psychobilly og surf band fra København, der startede ud i 2005 efter Peter Sandorff havde forladt psychobillybandet Nekromantix. Bandet betegner selv deres stil som "Psychotic Flamencore".[kilde mangler]
Hola Ghost består af guitarist Peter Sandorff aka "Hola Pete" og "Pete 1" (tidl. i bl.a. Nekromantix og Mad Sin) og el-bassist Jeppe B. Jessen (tidl. i bl.a. Schwarzwald Library) samt den energiske og solo-glade trommeslager "Ghost 707" – en vintage Roland TR-707 trommemaskine fra 1980'erne. 
Ved liveoptrædener er flere af Hola Ghost medlemmerne (bortset fra Ghost 707) nogle gange iklædt Sombrero's, Mariachi jakker, patronbælter og bandanas og påmalede mexicanske dødsmasker.
Ved en koncert den 2.6.2012 var Ghost 707 erstattet af Peters bror Kristian Sandorff (ex-Nekromantix trommeslager) også kaldet "Ghost Brother" eller "Ghost Kid".
Hola Ghost har indspillet en kraftig fortolket version af nummeret "Django" til en Rancid Tribute plade.
Hola Ghost turnerer aktivt i både Danmark og udlandet.

## Diskografi
- Cannibal Flesh Riot! (2007)
- The Man They Couldn't Hang (2009)
- Chupacabra (EP - 2014)
- Hate & Fight (EP - 2018)
- Desuden med på diverse combilatations